# Centrale nucléaire de Saint-Laurent-des-Eaux
La centrale nucléaire de Saint-Laurent se situe sur la commune de Saint-Laurent-Nouan dans le Loir-et-Cher en bord de Loire, entre Orléans (30 km en amont) et Blois (28 km en aval).

## Présentation
Cette centrale nucléaire comprend deux réacteurs à eau pressurisée (REP), B1 et B2, qui sont en fonctionnement commercial depuis 1983. Ils ont une puissance unitaire de 915 MW. Les deux tours de refroidissement en font partie.
Le site contient également deux anciens réacteurs nucléaires A1 et A2 de la filière uranium naturel graphite gaz (UNGG) en phase de démantèlement et les deux silos d'entreposage associés. Ces deux réacteurs avaient été respectivement mis en service en 1969 et 1971, et arrêtés définitivement en avril 1990 et mai 1992,,.
En avril 2014, 754 salariés EDF auxquels s'ajoutent 250 salariés permanents d'entreprises prestataires travaillent à la centrale de Saint-Laurent-des-Eaux.

## Caractéristiques des réacteurs
Les caractéristiques des réacteurs en service, construits par l'entreprise française Framatome et exploités par EDF, sont les suivantes :
| Nom du réacteur | Modèle | Puissance   | Puissance   | Puissance        | Début de construction | 1re divergence | Raccordement au réseau | Mise en service commercial | Arrêt définitif |
| Nom du réacteur | Modèle | Nette [MWe] | Brute [MWe] | Thermique [MWth] | Début de construction | 1re divergence | Raccordement au réseau | Mise en service commercial | Arrêt définitif |
| --------------- | ------ | ----------- | ----------- | ---------------- | --------------------- | -------------- | ---------------------- | -------------------------- | --------------- |
| St-Laurent A-1  | UNGG   | 390         | 500         | 1 650            | 1er octobre 1963      | 9 janvier 1969 | 14 mars 1969           | 1er juin 1969              | 18 avril 1990   |
| St-Laurent A-2  | UNGG   | 465         | 530         | 1 475            | 1er janvier 1966      | 4 juillet 1971 | 9 août 1971            | 1er novembre 1971          | 27 mai 1992     |
| St-Laurent B-1  | CP2    | 915         | 956         | 2 785            | 1er mai 1976          | 4 janvier 1981 | 21 janvier 1981        | 1er août 1983              |                 |
| St-Laurent B-2  | CP2    | 915         | 956         | 2 785            | 1er juillet 1976      | 12 mai 1981    | 1er juin 1981          | 1er août 1983              |                 |

## Gestion des ressources naturelles et déchets

### Ressource en eau
La ressource en eau issue de la Loire est fortement mobilisée pour le refroidissement du système. Elle est en grande partie restituée, dans le respect d’un échauffement maximal de 1°C.
Depuis le début des années 1980, la centrale nucléaire de Saint-Laurent a débuté un partenariat avec des exploitants agricoles et maraîchers afin qu’ils puissent utiliser la chaleur des eaux tièdes pour leurs activités. Une nouvelle convention a été signée en 2020 avec deux maraîchers afin de chauffer 22 500 m² de serres.

### Rejets chimiques
Le 18 mai 2010, l’Autorité de sûreté nucléaire (ASN) a adopté deux décisions relatives aux prélèvements d’eau et aux rejets d’effluents du site. Ces décisions encadrent les rejets chimiques et gazeux du site ainsi que la surveillance de l'environnement devant être réalisée par l'exploitant.

### Déchets nucléaires

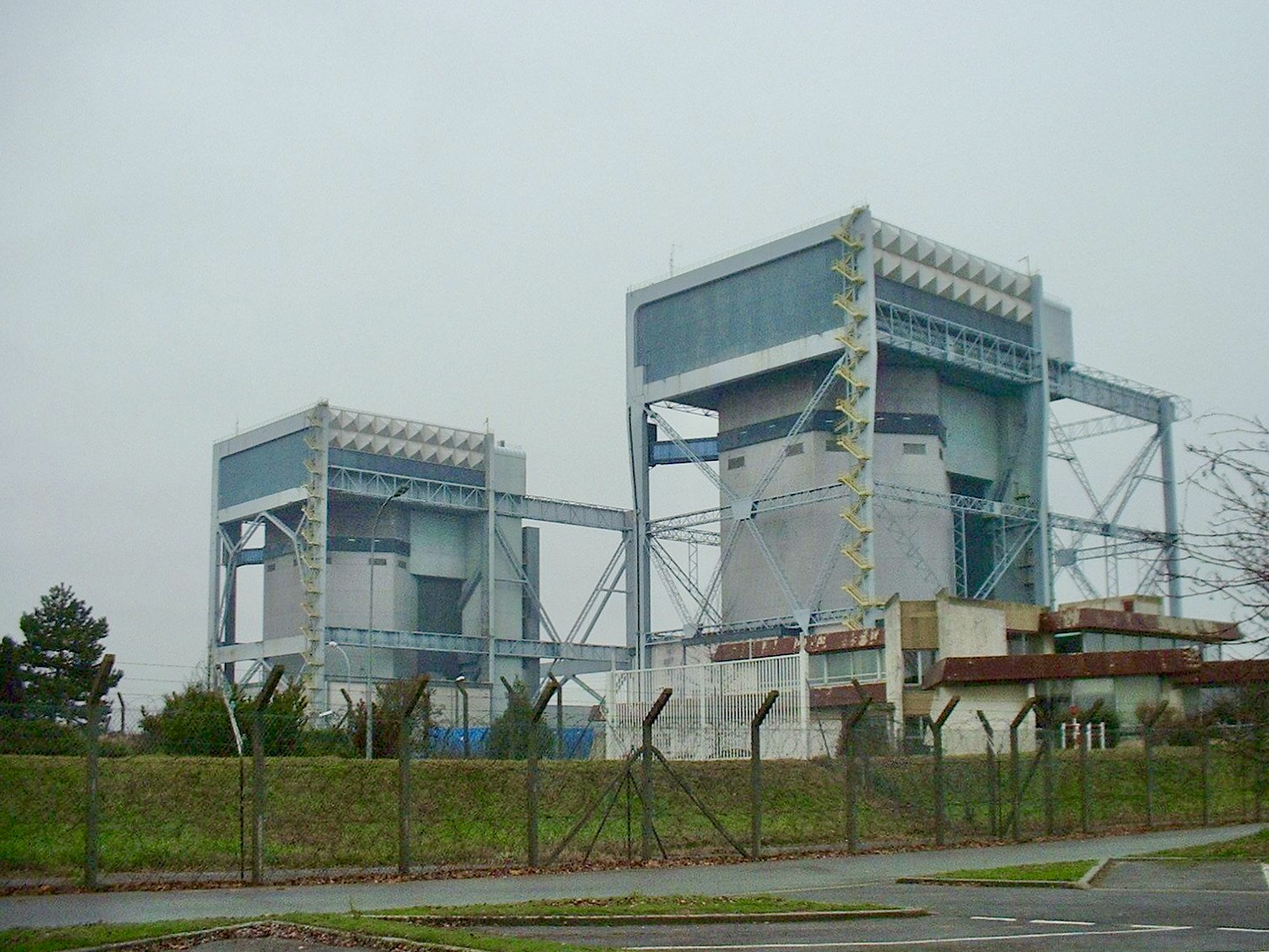
Les tranches A1 et A2 en 2003 (en phase de démantèlement).

Le site comprend deux silos dans lesquels ont été stockées près de 2 000 tonnes de chemises graphites hautement radioactives issues du cœur des deux réacteurs en cours de démantèlement. Dans son rapport de février 2005, l'Association nationale des comités et commissions locales d'information (ANCCLI) estimait que ce stockage ne répond pas aux critères actuels de sûreté.

## Accidents nucléaires

### 1969: Fusion du cœur du réacteur A1
Le 17 octobre 1969, une mauvaise manipulation lors du chargement du cœur sur le réacteur graphite-gaz no 1 entraîne la fusion de 50 kg de dioxyde d'uranium. À l'époque, aucune information n'a été révélée à la population, cet accident nucléaire étant qualifié d'incident par EDF car il n'a pas entraîné de dommages vis-à-vis des personnes, des biens ou de l’environnement extérieurs au site. Cet accident est ultérieurement classé au niveau 4 de l’échelle INES (échelle élaborée en 1990),.

### 1980: Fusion du cœur du réacteur A2

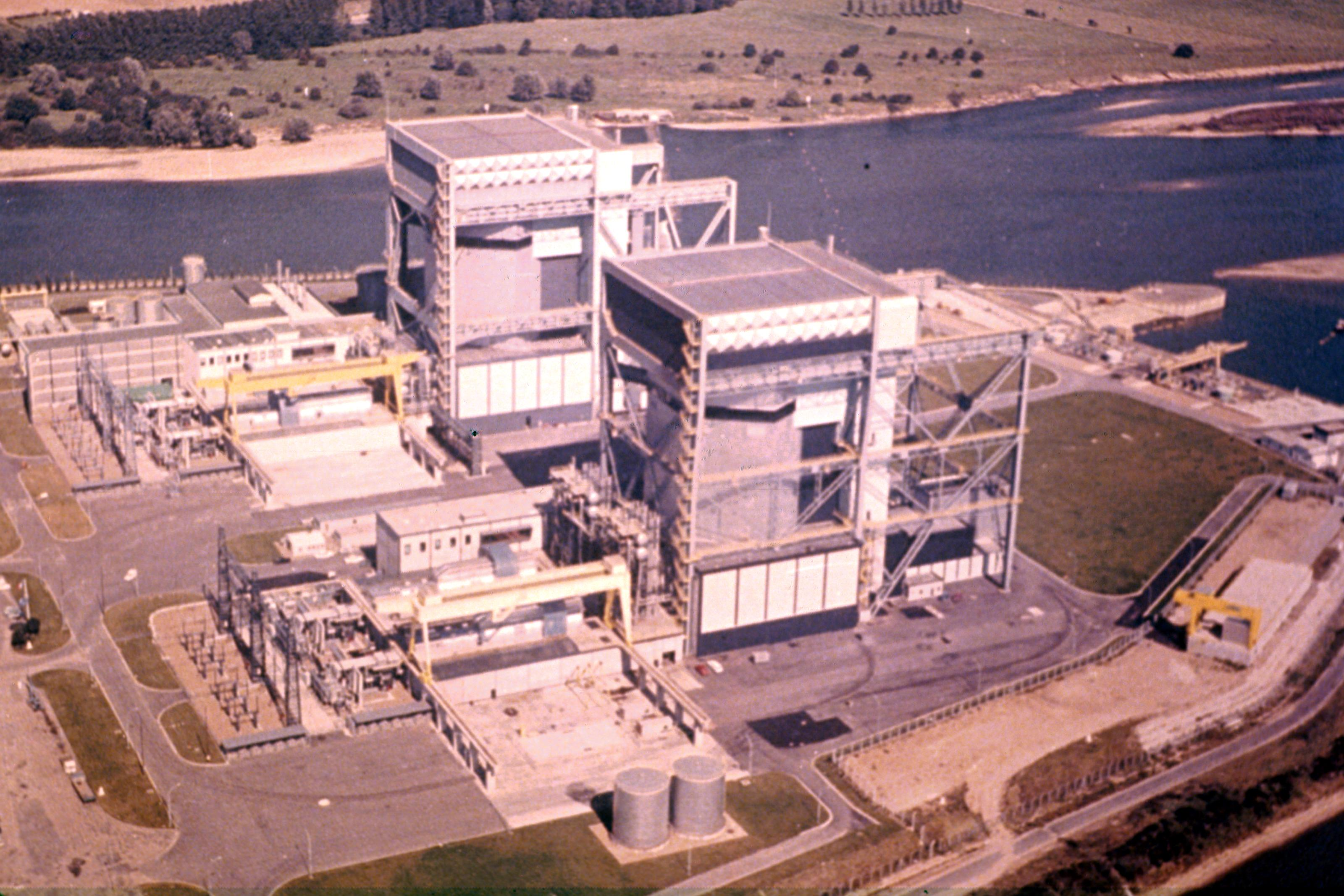
Vue de la centrale de Saint-Laurent-des-Eaux (réacteurs graphite-gaz A1 et A2) avant démantèlement.

Le 13 mars 1980, un accident conduisit à la fusion de 20 kg de dioxyde d'uranium du réacteur graphite-gaz no 2. Gravement endommagé, le réacteur fut indisponible pendant trois ans et demi environ. Cet accident nucléaire, classé ultérieurement au niveau 4 de l'échelle INES (échelle élaborée en 1990),, est le plus grave jamais répertorié sur un réacteur en France.

## Traces de plutonium dans la Loire
Par la suite, une campagne de prélèvements de sédiments en Loire conduite par un laboratoire universitaire a établi la présence de traces de plutonium depuis Saint-Laurent jusqu’à l’estuaire, dont l’origine serait à imputer soit à l’accident de 1980, soit à celui de 1969.
Pour l'IRSN, cependant, cet incident est indépendant de l’accident du 13 mars 1980 décrit ci-dessus. Ces rejets radioactifs sous forme d’effluents liquides significatifs en Loire sont associés au traitement des eaux de la piscine du réacteur SLA2, contaminées lors de l’éclatement d’un conteneur renfermant un élément combustible non étanche, survenu en avril 1980. Les rejets correspondants ont été estimés à 1 GBq de radio-éléments émetteurs alpha.
Le déversement de plutonium issu de Saint-Laurent serait de l'ordre de 700 millions de becquerels (0,7 GBq), soit l'équivalent de 0,3 gramme de plutonium-239. Compte tenu de la radiotoxicité du plutonium 239 (qui est de 10 Sv/mg) et de la forte dilution d'un rejet dans la Loire, dont le débit moyen est de l'ordre de 400 m3/s, un rejet de ce niveau ne peut pas avoir de conséquence sanitaire observable[réf. nécessaire]. Lors d'une interview, Marcel Boiteux, dirigeant d'EdF à l'époque, a indiqué que « Oui, bien sûr, ce n'est pas bien, mais ce n'est pas grave. […] ».

## Incidents

### 1987: gel de la Loire
Le matin du 12 janvier 1987, vers 9 h 30, par suite du gel exceptionnel de la Loire, la glace obstrue les prises d'eau de la centrale A1 (UNGG) et entraîne la perte du refroidissement normal de celle-ci, ce qui provoque l'arrêt automatique du réacteur graphite-gaz. Le système de refroidissement à l'arrêt, nécessaire pour évacuer la puissance résiduelle, est alors alimenté par le réseau électrique de l'Ouest de la France car les moteurs Diesel qui auraient dû alimenter ce système ne fonctionnent pas. Ils ont pu être remis en service avant l'effondrement du réseau qui a eu lieu vers midi à la suite d'une panne de la centrale thermique de Cordemais. La glace qui obstruait les prises d'eau a ensuite été brisée par des explosifs mis en place par l'armée française.

### 2004: rejet radioactif gazeux
Le 12 mai 2004, lors d'un test d'étanchéité de nouveaux générateurs de vapeur d'un des réacteurs de la centrale B, du sodium radioactif a été rejeté dans l'atmosphère « en quantité faible et non détectable par les appareils de contrôle implantés autour du site » selon l'ASN. L'incident, qui a entraîné l'arrêt automatique du réacteur, est sans conséquence pour l'environnement selon la direction EDF de la centrale, cet événement a été classé au niveau 1 de l'échelle INES,.

## Risques

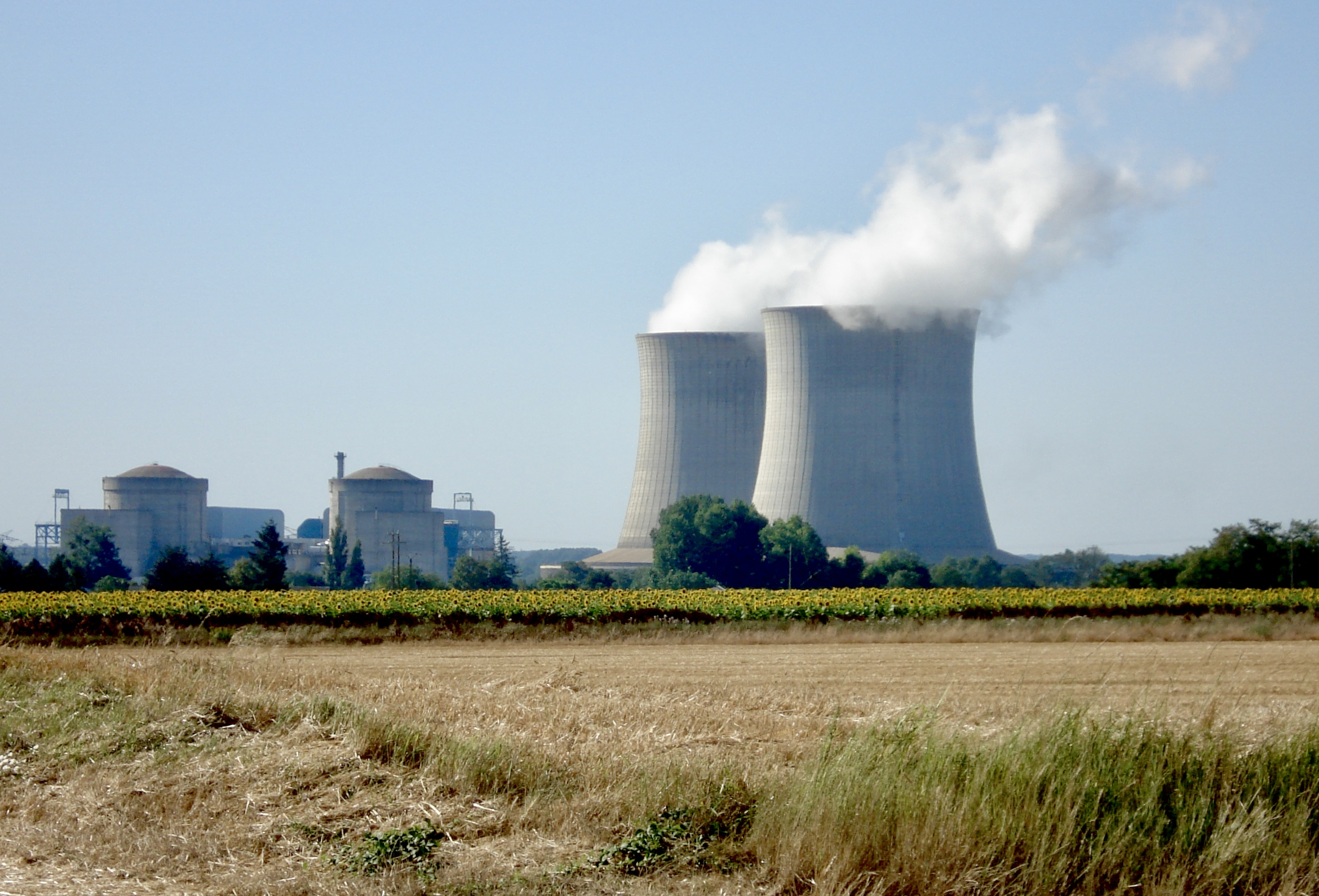
La centrale de Saint-Laurent en 2006.

Le rapport TSN de 2017 précise que la sûreté des installations reste maîtrisée quoique légèrement en retrait par rapport à 2016. L'ASN a émis une mise en garde en 2021. Dans son bilan 2023, l'Autorité de sûreté nucléaire (ASN) indique des progrès constatés sur le plan de la sûreté par rapport à 2022, mais avec certaines thématiques restant à améliorer : risque incendie, radioprotection, gestion du risque d’ATEX (d'explosion).

### Risque sismique
La centrale de Saint-Laurent-des-Eaux est située dans une des zones sismiques les plus faibles de France.
Selon un rapport de l'Autorité de sûreté nucléaire datant d'octobre 2002, certaines fonctions de sauvegarde assurant le refroidissement du réacteur pourraient ne plus être assurées en cas de séisme. Cette même année, un programme de modifications permettant de restaurer la tenue au séisme de très forte intensité de ces réservoirs a été mis en place. L'évaluation complémentaire de la sûreté de la centrale de Saint-Laurent-des-Eaux remise le 15 septembre 2011 à l'Autorité de Sûreté Nucléaire montre que « pour les ouvrages du site, la réévaluation du SMS a mis en évidence un léger dépassement du spectre de dimensionnement de site (EDF 0,1 g) pour des fréquences supérieures à 7 Hz. Les analyses menées ont permis de vérifier l’absence d'impact de ce dépassement sur le dimensionnement du génie civil et des matériels des ouvrages du site ». La nouvelle évaluation du niveau sismique a été réalisée pour le prochain réexamen de sûreté de la 3e visite décennale de Saint-Laurent-des-Eaux. Cette évaluation est conforme à la RFS 2001-01 et s'appuie sur des données sismo-tectoniques plus récentes.

### Risque d'inondation
L'emplacement du site a été surélevé de 3,5 mètres.
« Le niveau d’inondation pour lequel le site est dimensionné est adéquat et conforme au référentiel en vigueur ». La cote majorée de sécurité (CMS) du site correspond au niveau atteint en cas de crue millénale majorée (CMM).
En 2010, l’ASN a rendu un rapport d’observation qui estime que « la mise en place en 2010 d’une enceinte géotechnique autour des silos d’entreposage de chemises graphite irradiées renforce la sûreté de cette installation face au risque d’inondation par la Loire. »

### Risque incendie
Dans son bilan 2023, l'Autorité de sûreté nucléaire (ASN) indique des progrès constatés sur le plan de la sûreté par rapport à 2022. Néanmoins, l'ASN considère que la gestion du risque incendie est en nette régression sur le site. Un plan d'action est mis en place, son avancement est vérifié en 2024. 
Il est prévu l’agrandissement de la caserne de pompiers de St-Laurent-Nouan, en 2025, afin de disposer d'un équipement plus adapté au risque incendie à la fois à la centrale et au château de Chambord.

### Risques d'explosion ou de pollution radioactive

#### Le Plan particulier d'intervention
Un Plan particulier d'intervention a été mis en place, et élargi en 2020 à un périmètre de 20 km. À ce titre les habitants de la commune, comme tous ceux résidant dans le périmètre proche de 20 km de la centrale ont bénéficié, à titre préventif, d'une distribution de comprimés d'iode stable dont l'ingestion avant rejet radioactif permet de pallier les effets sur la thyroïde d'une exposition à de l'iode radioactif. En cas d'incident ou d'accident nucléaire, des consignes de confinement ou d'évacuation peuvent être données et les habitants peuvent être amenés à ingérer, sur ordre du préfet, les comprimés en leur possession,.

#### Risques liés à la proximité d'une école
En 2012, les communes de Lestiou et Avaray déposent un permis de construire un groupe scolaire à 2 km de la centrale nucléaire de Saint-Laurent-des-Eaux. Après avoir ajourné le projet et demandé un rapport d’étude complémentaire, le préfet du Loir-et-Cher a autorisé la construction en février 2013.

## Particularités
Lors de la conception, la hauteur des réfrigérants a été limitée à 120 m afin de réduire leur visibilité depuis Chambord.
Sur les tours désaffectées de Saint Laurent A nichent des faucons pèlerins, dans des nichoirs installés en vue de faire fuir les pigeons.

La centrale et son environnement
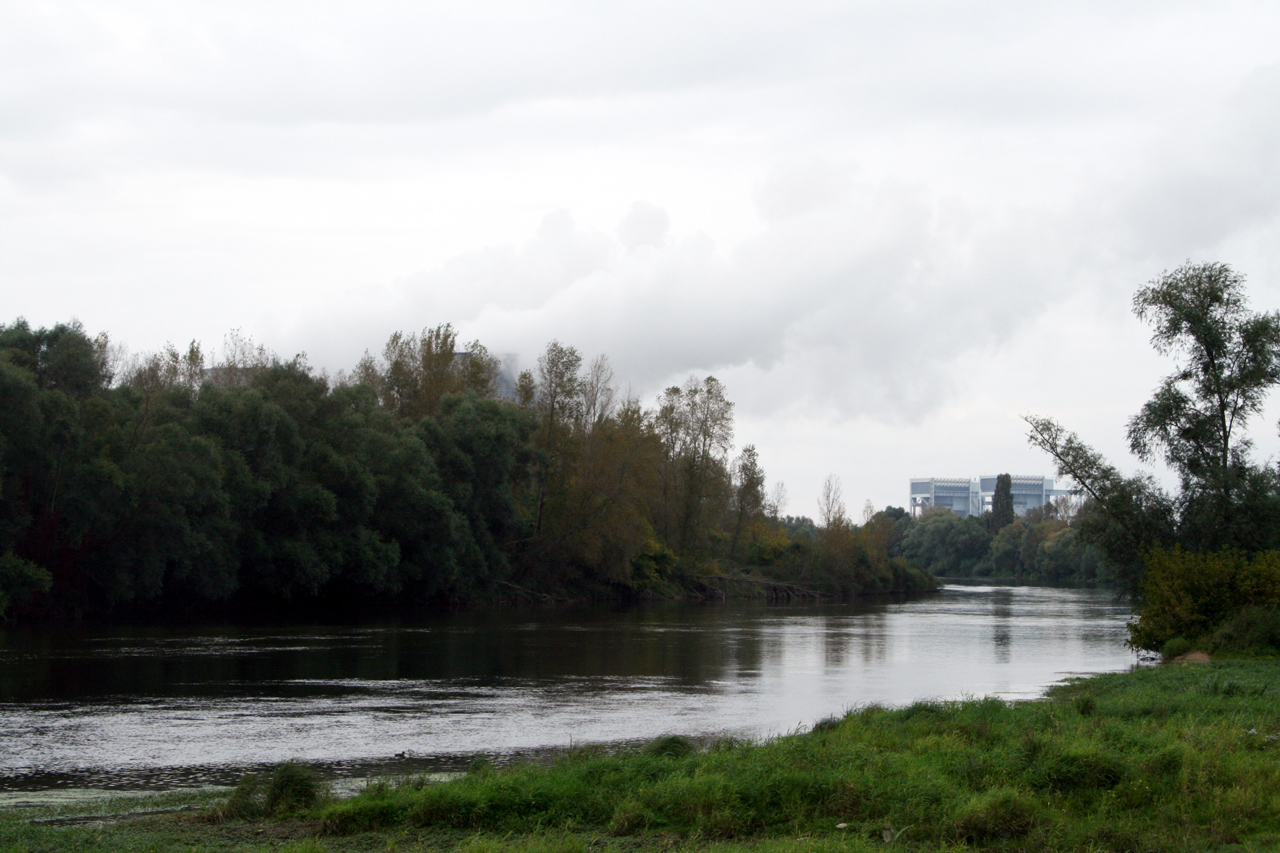
La centrale sur la rive gauche de la Loire.
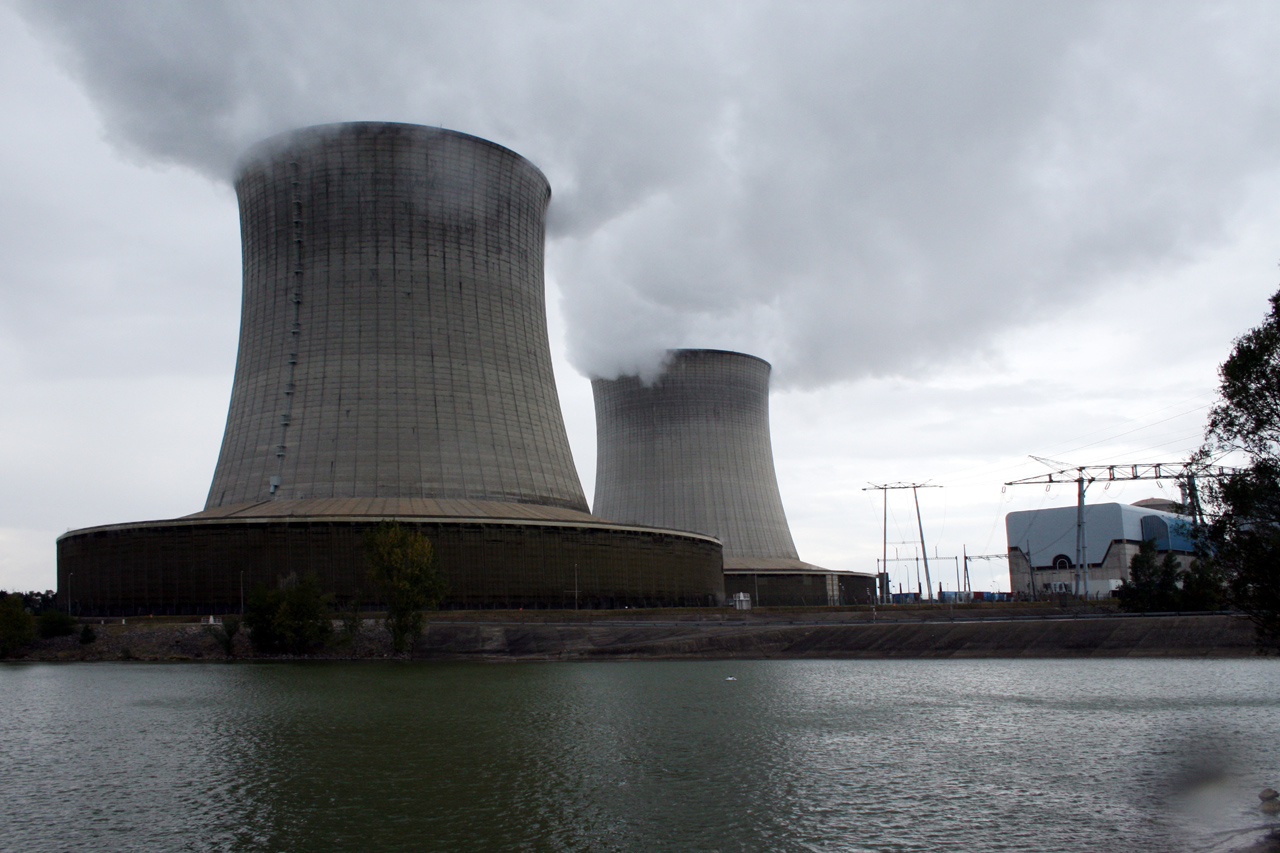
Les tours de réfrigération.
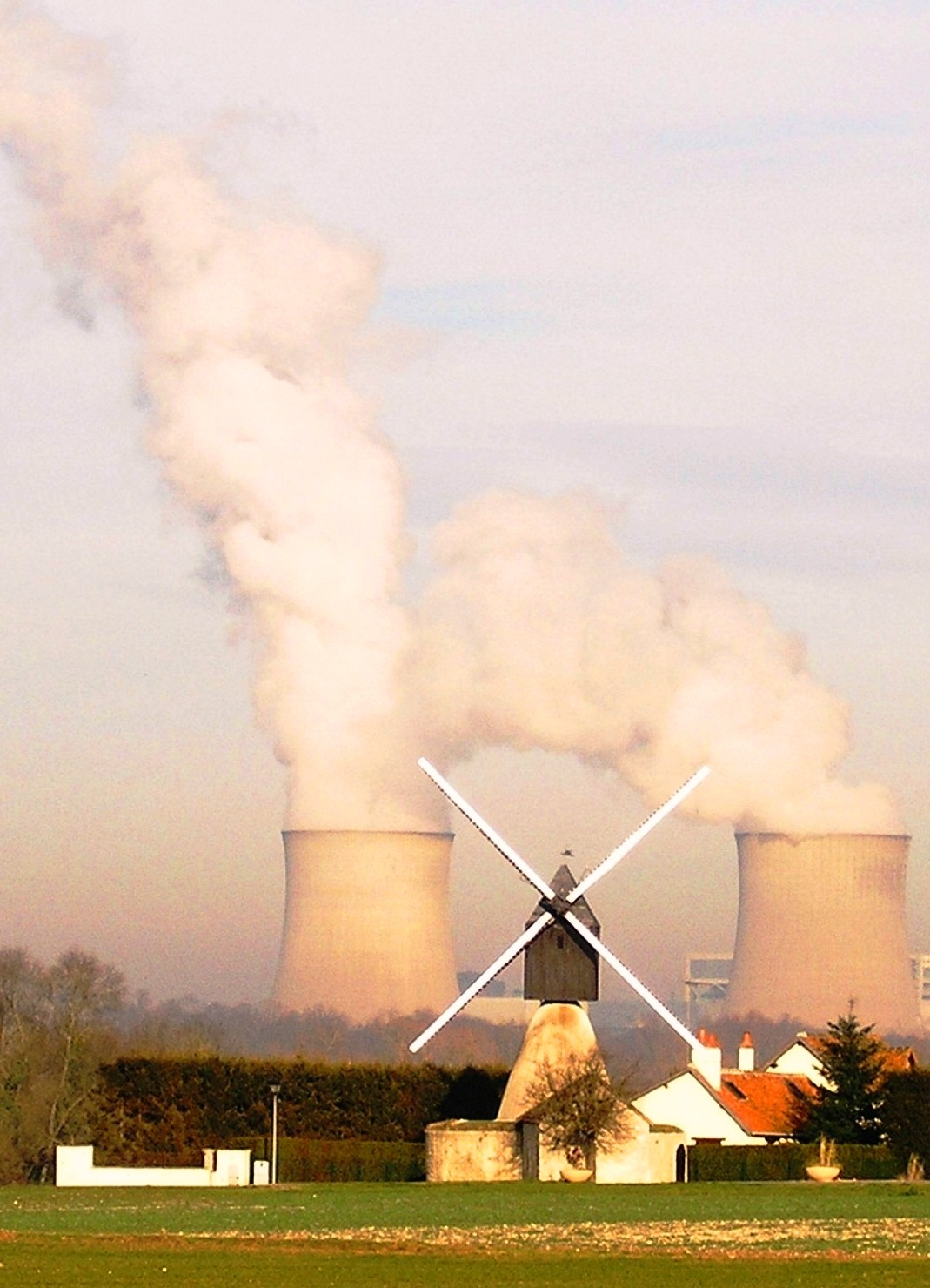
Le moulin Saint-Jacques de Saint-Laurent devant la centrale.
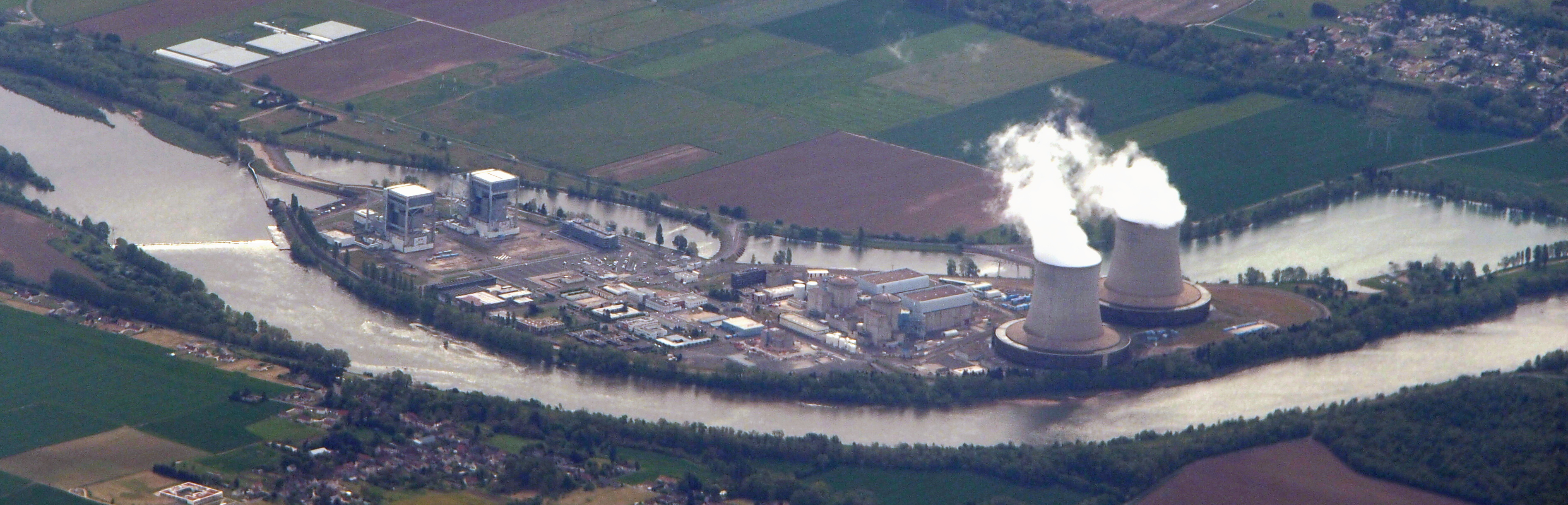
Vue aérienne (2016).